# 罗伞树
罗伞树（学名：Ardisia quinquegona），为報春花科紫金牛属下的一个种。

## 异名
- 海南罗伞树
- 长萼罗伞树

## 扩展阅读
- 維基物種上的相關：罗伞树